# Хенераль Сан-Мартин (стадион)
Хенераль Сан-Мартин (исп. General San Martín) — бывший футбольный стадион в Аргентине, располагавшийся в городе Мар-дель-Плата.

## История
В конце 1940-х в городе Мар-дель-Плата у местных футбольных команд возникла необходимость в постройке стадиона. Клубы были вынуждены играть на местных аренах, самая большая из которых вмещала лишь три тысячи зрителей. Директором местной футбольной лиги Томасом Стеганьини была проведена кампания по привлечению средств на покупку земли. 8 июля 1949 года нотариус Альберто Хорхе Аткинсон подписал документ, по которому Лига Мар-дель-Платы стала владельцем 19085 квадратных метров земли на пересечении Проспекта Чампаньят и улицы Альварадо. Сумма сделки составила 127.233,80 песо. Стадион «Хенераль Сан-Мартин» был официально открыт 4 мая 1952 года. Первоначально стадион состоял из центральной цементной трибуны, противоположной деревянной и ещё одной деревянной трибуне, располагавшейся на Проспекта Чампаньят. Позже была построена четвёртая трибуна, а остальные заменили на цементные.
В 1969 году стадион был реконструирован, в результате чего его вместимость увеличилась до 22 тысяч мест. 14 ноября 1976 года на стадионе «Хенераль Сан-Мартин» встречались «Сан-Лоренсо» и «Архентинос Хуниорс». В составе гостей вышел на поле Диего Армандо Марадона и забил два гола. Эти мячи стали первыми для футболиста в профессиональной карьере. В 1978 году в Мар-дель-Плате был открыт стадион Хосе Мария Минелья. Это привело к тому, что все самые важные игры в городе стали проводиться именно на этой арене. Хенераль Сан-Мартину же доставались менее статусные встречи. Это привело к уменьшению зрительского интереса и снижению доходов. В 1985 году началась ремонт «Хенерале». После этого он стал использоваться клубами «Альдосиви» и «Альварадо». С 1995 года он перестал использоваться, как основная домашняя арена, этими командами. 14 апреля 1996 года состоялся последний матч в истории стадиона, в котором «Альдосиви» проиграл «Хенераль Бельграно» со счётом 1:0.
После разрушения стадиона на его месте построили большой супермаркет Makro. Он стадиона остались только ворота с барельефами футболистов и памятная доска.

## Клубы
Стадион являлся «домашним» для клубов «Альдосиви», «Альварадо», «Сан-Лоренсо», «Кимберли» и «Команданте Никанор Отаменди».